# Carlo Agostino Fabroni
Carlo Agostino Fabroni (ur. 28 sierpnia 1651 w Pistoi, zm. 19 września 1727 w Rzymie) – włoski kardynał.

## Życiorys
Urodził się 28 sierpnia 1651 roku w Pistoi, jako syn Nicoli Fabroniego i Lucilli Sozzifanti. Studiował teologię i historię kościelną w jezuickim Seminario Romano, a następnie na Uniwersytecie Pizańskim, gdzie uzyskał doktoraty z teologii i prawa kanonicznego. Po studiach udał się do Rzymu (pomimo prób nakłonienia go do pozostania w Toskanii przez Kosmę III) i spotkał tam swoich kuzynów: Felice’a i Giacomo Rospigliosich. Wstąpił na służbę do Kurii Rzymskiej i pełnił funkcje referendarza Najwyższego Trybunału Sygnatury Apostolskiej i datariusza Penitencjarii Apostolskiej. Jako sekretarz Kongregacji Rozkrzewiania Wiary rozsądzał spory pomiędzy Petrusem Codde a Theodorusem de Kockem oraz między François Fénelonem a Jacques-Bénigne Bossuetem. 17 maja 1706 roku został kreowany kardynałem prezbiterem i otrzymał kościół tytularny S. Augustini. Zaangażował się w spór akomodacyjny, pomiędzy jezuitami a dominikanami i franciszkanami, dotyczący rytów chińskich. Fabroni stanął po stronie misjonarzy Towarzystwa Jezusowego i sprzeciwił się dekretowi Ex illa die, zakazującemu dostosowywania chrześcijaństwa do chińskiej kultury i zwyczajów. Od 1715 roku pełnił funkcję kamerlinga Kolegium Kardynalskiego, a rok później został prefektem Kongregacji Indeksu. Był zwolennikiem jezuitów i gorąco popierał ideę molinizmu, przez co zdecydowanie sprzeciwiał się jansenistom. Popadł w konflikt z Benedyktem XIII, kiedy zaoponował wobec promocji kardynalskiej Niccola Coscii. Zmarł 19 września 1727 roku w Rzymie z powodu ostrego zawęźlenia jelit.